# Miagrammopes cambridgei
Miagrammopes cambridgei är en spindelart som beskrevs av Tord Tamerlan Teodor Thorell 1887. Miagrammopes cambridgei ingår i släktet Miagrammopes och familjen krusnätsspindlar. Inga underarter finns listade i Catalogue of Life.